# Africa Cup U19 2010
El Africa Cup U19 A del 2010 fue la cuarta edición del torneo de rugby juvenil para naciones africanas.

## Participantes
- Selección juvenil de rugby de Costa de Marfil
- Selección juvenil de rugby de Namibia (Namibia U19)
- Selección juvenil de rugby de Túnez
- Selección juvenil de rugby de Zimbabue (Sables U19)

## Posiciones Finales
| Pos | Equipo          |
| --- | --------------- |
|     | Zimbabue        |
|     | Namibia         |
|     | Costa de Marfil |
| 4   | Túnez           |

### Final
|  | Zimbabue | 29 - 15 | Namibia |  |  |

| Bandera de Zimbabue |
| Campeón Zimbabue    |
| Segundo título      |